# Кливлендская клиника

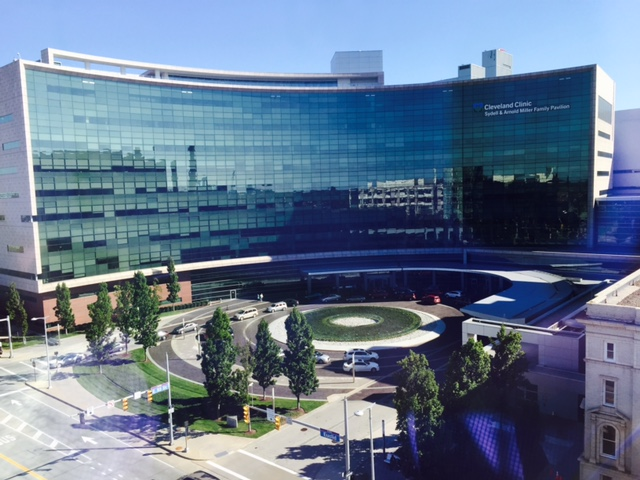

Кливлендская клиника (Cleveland Clinic) — крупный частный медицинский центр, который находится в американском городе Кливленд (штат Огайо).

## История
Больница основана в 1921 году четырьмя докторами. Её развитие сильно затормозил случившийся через 8 лет пожар, унёсший жизни 125 человек, включая одного из основателей. После Второй мировой войны клиника стала специализироваться на лечении сердечно-сосудистых заболеваний и стала признанным лидером в этой области. Среди крупных медицинских прорывов, сделанных в Кливлендской клинике:
- 1947 — открыт серотонин
- 1950 — открыт синдром запястного канала
- 1958 — первая в мире коронарная ангиография
- 1967 — доктор Рене Февалоро провёл первое в мире аортокоронарное шунтирование
- 1979 — первая в мире чрескожная эндоскопическая гастростомия
- 1998 — первая удачная операция по пересадке гортани
- 2008 — первая в США операция по пересадке лица
- 2009 — первая в мире операция по трансвагинальному удалению почки

Среди самых известных пациентов клиники — Сильвио Берлускони, принц Чарльз, эмир Кувейта, короли Иордании и Саудовской Аравии, Опра Уинфри, Лайза Минелли. В этой больнице умер азербайджанский президент Гейдар Алиев.

## Показатели
Согласно отчётам U.S. News & World Report, Кливлендская клиника на протяжении 15 лет подряд остаётся в США медицинским учреждением № 1 в области кардиологии и опережает по этому показателю даже знаменитую клинику Майо. В 2005 году медицинский центр принял 2,8 млн пациентов, из которых 70 тыс. прошли стационарное лечение. 
В штате клиники состоят 36 тысяч человек (третий по величине работодатель штата), среди которых
1700 профессиональных врачей, представляющих 120 разных специальностей. Действует 10 филиалов в штате Огайо, центр семейного здоровья во Флориде, подразделения в Торонто и Лас-Вегасе. В 2013 году по просьбе арабских шейхов была открыта дочерняя больница в Абу-Даби.
Ежегодная выручка медицинского центра превышает $6,2 млрд. На научно-исследовательские программы в 2008 году было затрачено $258 млн.